# Aeropuerto Internacional de Chennai
El Aeropuerto Internacional de Chennai (IATA: MAA, OACI: VOMM) se encuentra en Meenambakkam, 7 km al sur de Madrás, India. Es la tercera mayor puerta de entrada internacional del país y el tercer aeropuerto por movimientos en India después del Aeropuerto Internacional Chhatrapati Shivaji en Bombay y del Aeropuerto Internacional Indira Gandhi de Delhi, y el principal centro de operaciones aéreas del Sur de India, atendiendo cerca de 12 millones de pasajeros en 2007 y atiende más de 50 aerolíneas diferentes. Es también un centro de operaciones de Air India. Es también una importante instalación de recepción de carga del país, tras Bombay.

## Historia

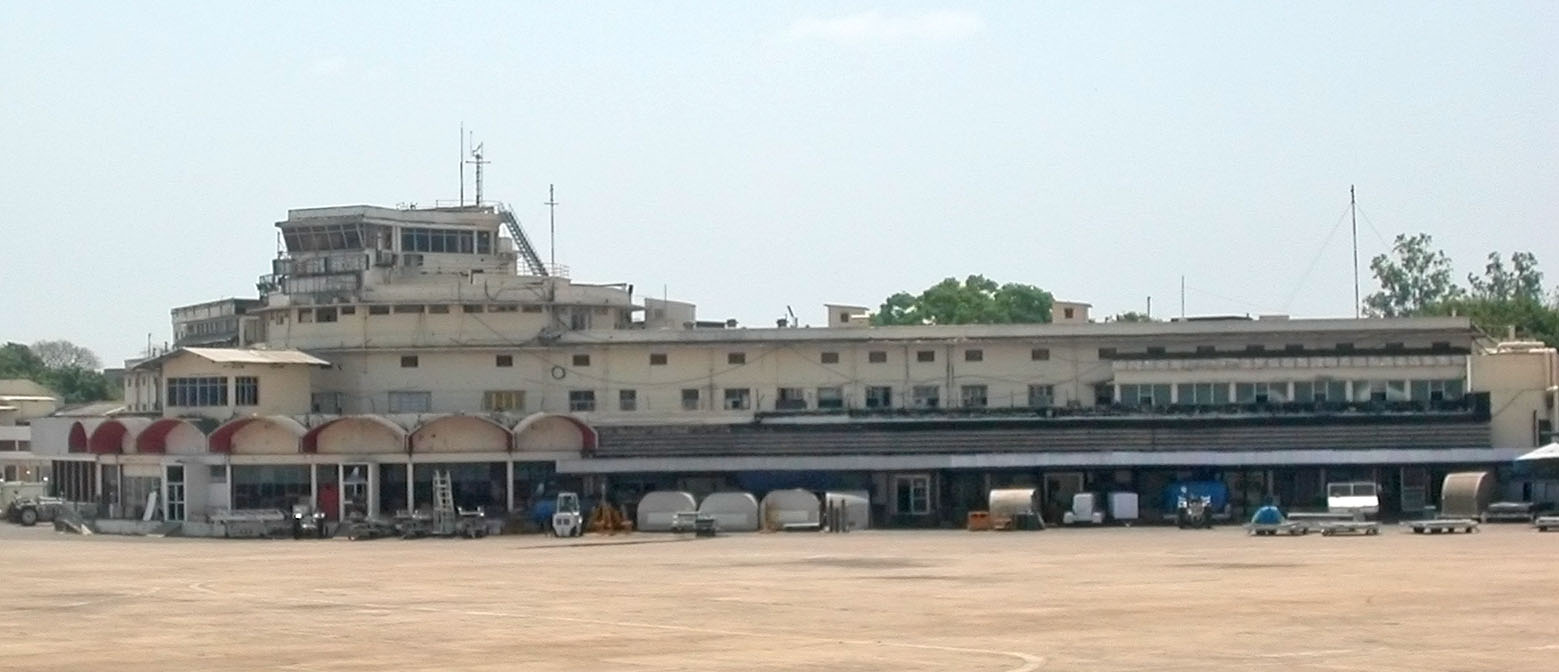
La antigua terminal en Meenambakkam.

Chennai tiene uno de los primeros aeropuertos en India, y era el destino final del primer vuelo de Air India desde Bombay a través de Belgaum en 1954. La primera terminal de pasajeros se construyó en el lado noreste del aeropuerto, en los suburbios de Meenambakkam. Un nuevo complejo terminal fue construido más al sur, cerca de Pallavaram donde se pusieron todas las operaciones comerciales. El antiguo edificio terminal es ahora utilizado como terminal de carga y es la base de la compañía de mercancías india Blue Dart.

## Estructura

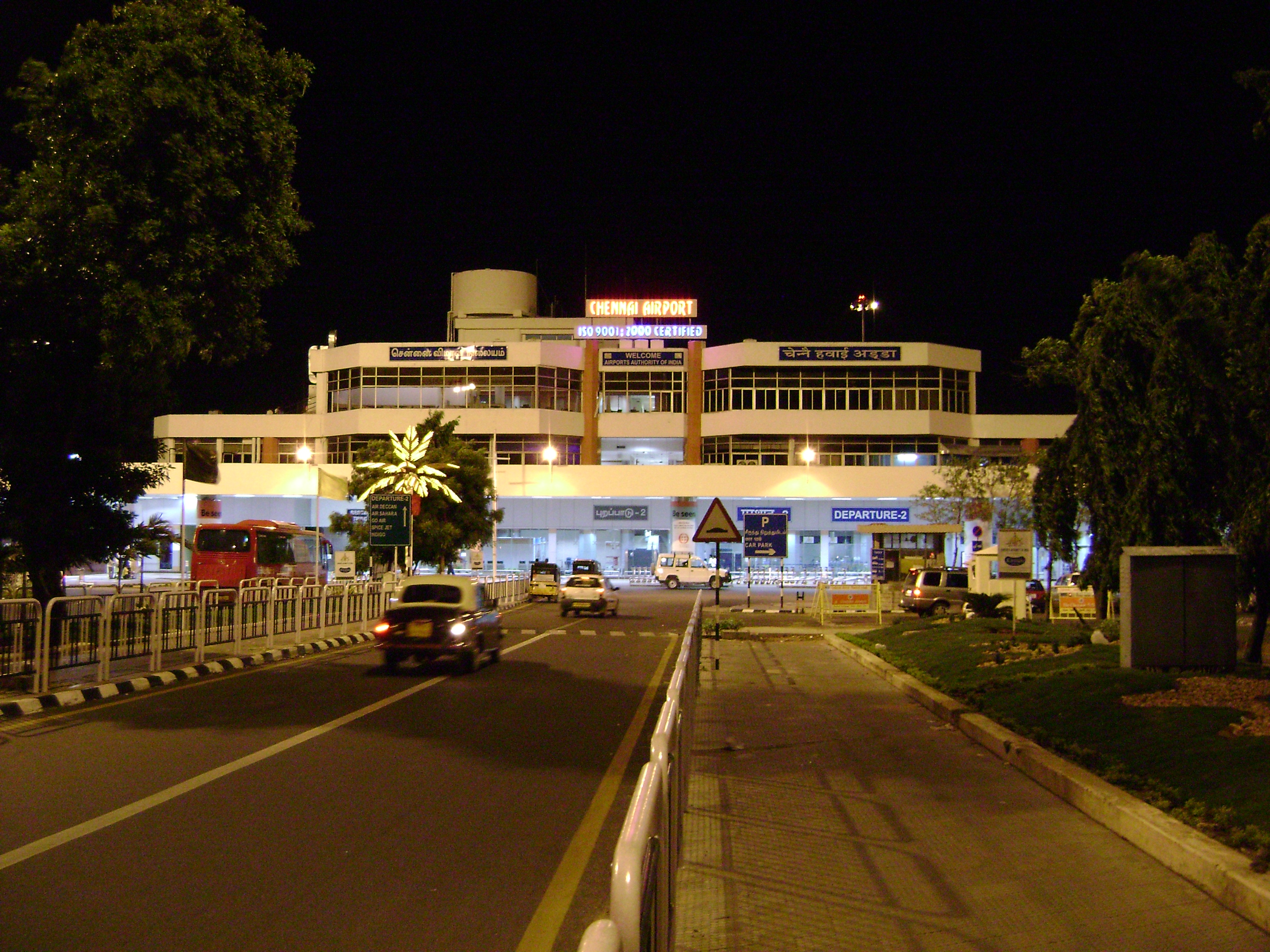
Aeropuerto de Chennai de noche.

El aeropuerto internacional de Chennai consiste en tres terminales: La antigua terminal Meenambakkam se utiliza para la carga, mientras que el nuevo complejo de terminal de pasajeros cerca de Pallavaram es utilizado para las operaciones de pasajeros. El complejo terminal consiste en dos terminales: nacional e internacional, interconectadas por un puente, con oficinas y un restaurante. Aunque el complejo terminal es una sola estructura, fue construido poco a poco, con las terminales Kamaraj y Anna añadidos en 1988 a la terminal preexistente Meenambakkam.
La primera parte construida fue la terminal internacional que dispone de dos fingers, seguida por la terminal doméstica con tres fingers. Después de completarse la terminal doméstica, la antigua terminal en Meenambakkam fue utilizada en exclusiva a la carga. Recientemente, la terminal internacional ha sido ampliada con la adición de un nuevo bloque al sur con tres fingers. Actualmente, el nuevo bloque internacional es utilizado para las salidas, mientras que el antiguo se utiliza para las llegadas.
El aeropuerto tiene el honor de ser el primer aeropuerto del país certificado con la ISO 9000, que recibió en 2001.

## Datos y cifras
Actualmente, el aeropuerto Chennai maneja unas 25 operaciones a la hora, con lo que se espera que no se sature hasta el 2014-15. Sin embargo, la capacidad durante las horas punta se agotará mucho antes. La terminal internacional Anna atendió a 3.410.253 pasajeros en 2007-08 y tiene capacidad para atender a tres millones de pasajeros anuales, con lo que ya ha sobrepasado su capacidad de pasajeros. De igual manera, la terminal doméstica Kamaraj, atendió a 7.249.501 pasajeros en 2007-08, y tiene capacidad para atender a seis millones de pasajeros anuales. Por lo tanto, tiene más demanda que la capacidad de que dispone. En total, en el aeropuerto de Chennai se atendieron a 10.659.754 pasajeros en 2007 - 08. El aeropuerto manejó 270.608 toneladas de carga en 2007 - 08.

## Modernización y ampliación

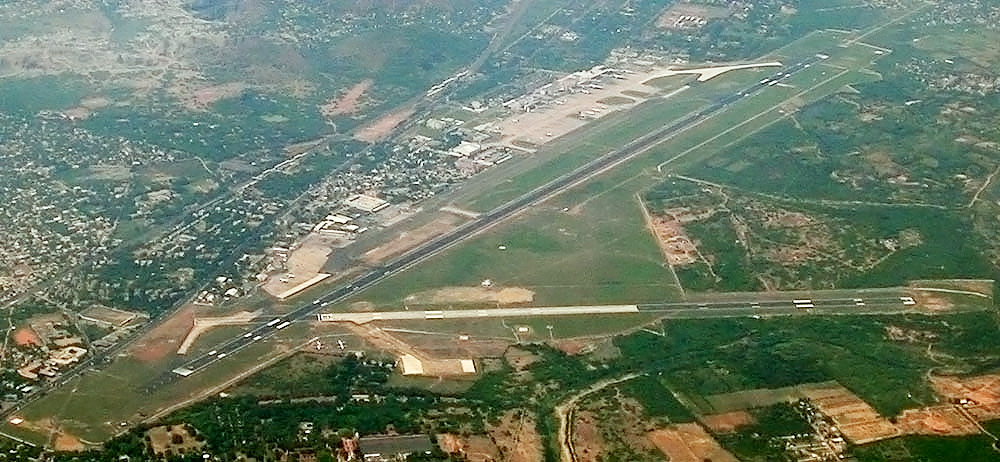
Vista aérea del aeropuerto de Chennai durante 2004.

El aeropuerto en Meenambakkam está siendo preparado para su modernización y ampliación. Los trabajos serán efectuados por la Dirección de Aeropuertos de India e incluye la creación de una pista paralela, calles de rodadura, plataformas de estacionamiento y nuevas instalaciones de atención de pasajeros. Las labores de ampliación supondrán la adquisición de terrenos en las áreas anexas. La ampliación del aeropuerto existente se efectuará en terrenos de Manapakkam, Kolapakkam, Kerugambakkam y Tharapakkam en Sriperumbudur después de una resolución del secretariado.
El gobierno dará sustanciosas compensaciones a los dueños de las 947 viviendas de esta zona y serán reubicados. Esta reubicación será efectuada en la primera fase de trabajos.
La modernización y reestructuración se espera que tenga un coste de unos 2,350 millones de rupias, de los cuales el coste de construcción de pista, calles de rodadura y plataforma supondrá unos 1.100 millones de rupias, mientras que el coste de construcción de la terminal de pasajeros, la terminal de carga, el aparcamiento y la fachada supondrán una inversión de 1.250 millones de rupias.
Según los planes de modernización, la segunda pista será construida sobre el río Adyar mediante el uso de un puente. La pista se extenderá a lo largo del río Adyar. Un puente será construido sobre el río para acomodar la pista y una calle de rodadura. Esto convierte al aeropuerto de Chennai, en el único aeropuerto internacional en India que tenga una pista que discurra a lo largo del río. Esta será la primera pista construida sobre un puente en el país. En Bombay solo un final de la pista está sobre el río Mithi. La ampliación de la segunda pista costará unos 430 millones de rupias y será completado en 2010.

El Metro de Madrás estará concluido en el año fiscal 2013-2014.

### Propuesta de nueva terminal integrada
El diseño es un esfuerzo conjunto de cuatro firmas. Hargreaves Associates ha hecho el diseño de la zona tierra, Frederic Schwartz es responsable del diseño en las construcciones del lado tierra. The Creative Group serán los arquitectos locales del proyecto. El diseño propuesto se conectará con los elementos ya existentes del diseño de la terminal. Recientemente se anunció que la nueva terminal tendría capacidad para atender a 10 millones de pasajeros y cuando estuviese integrada con las terminales ya existentes se podrían atender 23 millones de pasajeros al año. El nuevo edificio terminal se espera que tenga un espacio de 140.000 metros cuadrados con 140 mostradores de facturación y sesenta puestos de control de pasaportes y las dos pistas estarán conectadas entre ellas por una calle de rodadura.
La nueva terminal integrada tendrá un servicio de transporte entre módulos llamado Flyover Travelator que conectará la terminal doméstica y la internacional que están separadas por un kilómetro de distancia. Además, tendrá una carretera elevada y un túnel por debajo para recorrer la distancia a pie, y, que se llaman Walkalators
Los detalles del diseño de las pistas están en manos de la Dirección de Aeropuertos de India, mientras que las compañías de arquitectura se limitarán al diseño de edificios en el lado tierra. Todo el diseño ha sido organizado para mantener dos "jardines sostenibles" y tejados con forma de ala que ayudarán a recoger las lluvias y convertirse en parte del jardín.

### Propuesta de nuevo complejo de carga integrado
Un complejo de carga integrado será construido en el complejo de carga del aeropuerto de Chennai. El complejo será construido, por un coste de 145 millones de rupias, en 15 meses. Mientras la planta baja medirá 21.000 metros cuadrados, la primera planta será construida en 12.100 metros cuadrados. La nueva edificación será construida exclusivamente para actividades importantes. Una vez que los trabajos estén concluidos, el sistema de almacenaje y recogida automática será instalado. Tendrá un coste de 75 millones de rupias.

## Datos

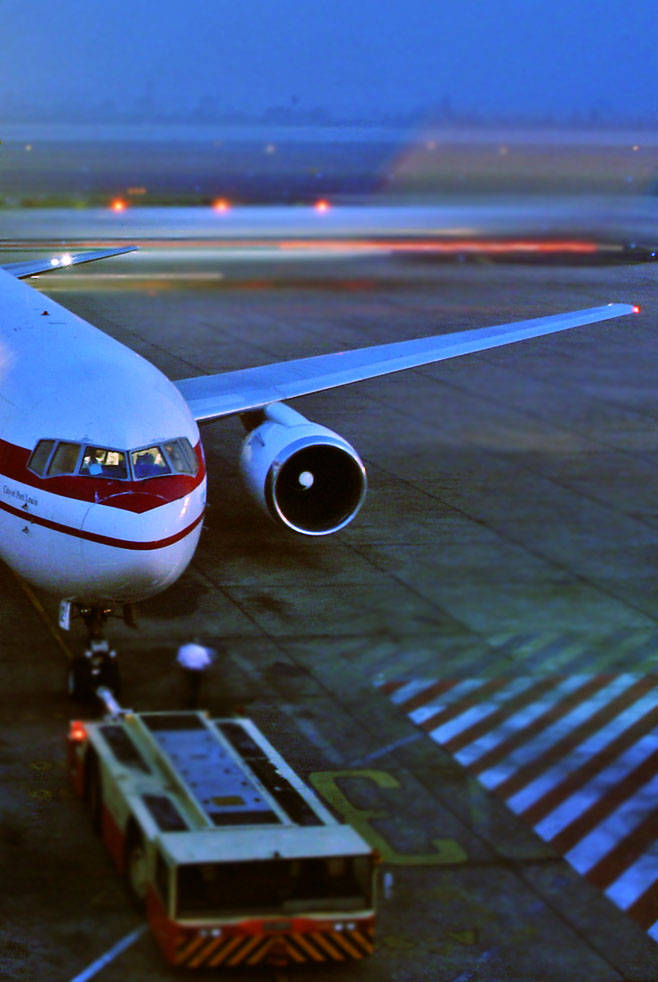
Un Air Mauritius visto desde el mirador.

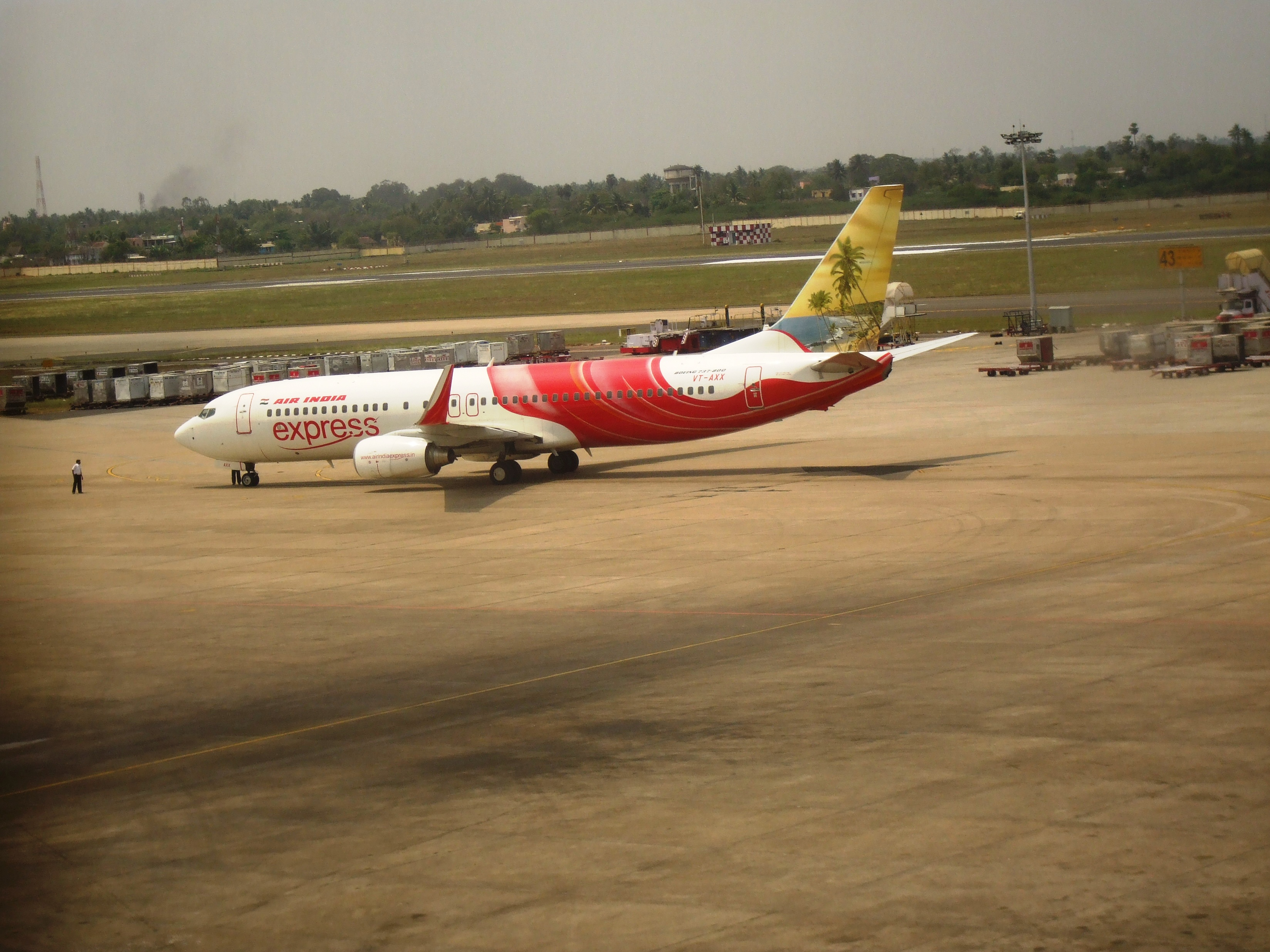
Un 737 Next Generation de Air India Express preparado para despegar del aeropuerto internacional de Chennai.

- En 2007-08, el aeropuerto atendió 115.865 operaciones y su capacidad de operaciones no se saturará hasta el 2014-15.
- El aeropuerto puede atender unas 25 operaciones por hora y tras la ampliación, el aeropuerto no tendrá miedo de una hipotética saturación en 2014-15, ni de la apertura de un nuevo aeropuerto, el aeropuerto Greenfield.
- La AAI considera construir una nueva terminal doméstica y permitir el uso de las pistas cruzadas simultáneamente. Estos elementos llegarán en la mayoría de casos, en 2015.

Ver fuente y consulta Wikidata.

## Nuevo aeropuerto Greenfield
M. Karunanidhi, primer ministro, anunció la creación de un nuevo aeropuerto greenfield en Sriperumbudur y Tiruvallur, independientemente de las ampliaciones del aeropuerto de Meenambakkam.
El aeropuerto greenfield ocupará, 3486,66 acre (14,1 km²), mientras la ampliación del aeropuerto de Chennai lo hará en 1069,99 acre (4,3 km²) con un coste estimado de 2.000 millones de rupias.
Inicialmente los trabajos del nuevo aeropuerto correrán a cargo de la Dirección de Aeropuertos de India (AAI). Sin embargo, el aeropuerto greenfield airport, según M. Karunanidhi, será desarrollado bajo mando público-privado.
El aeropuerto greenfield tendrá cuatro pistas. Entre las compañías interesadas en invertir en el aeropuerto están Singapore Changi Airport, Macquarie Group, GMR Group, GVK Industries Ltd. y Tata Group.
Praful Patel, ministro de aviación civil, ha clarificado que “AAI no pinta nada en el desarrollo del aeropuerto greenfield, cerca de Chennai”.
El nuevo aeropuerto podría concluirse en 28 meses, tan pronto comiencen los trabajos de obra.

## Transportes
El aeropuerto está situado junto a la transitada Autovía Nacional 45 y también dispone de una estación de trenes (Tirusulam) de la red de trenes urbanos. El Metro de Chennai) también unirá el aeropuerto con otros lugares importantes en Chennai.

## Aerolíneas y destinos

### Destinos nacionales
| Aerolíneas        | Destinos |
| ----------------- | --- |
| Air India         | Bangalore, Bombay, Calcuta, Coimbatore, Delhi, Hyderabad, Madurai, Port Blair |
| Air India Express | Bangalore, Calcuta, Hyderabad, Thiruvananthapuram |
| AIX Connect       | Bangalore, Guwahati, Hyderabad, Visakhapatnam |
| Akasa Air         | Bangalore, Port Blair |
| Alliance Air      | Hyderabad |
| IndiGo            | Ahmedabad, Bangalore, Bhubaneswar, Bombay, Calcuta, Chandigarh, Coimbatore, Delhi, Durgapur (inicia 16 de mayo de 2024), Goa–Dabolim, Goa–Mopa, Guwahati, Hubli, Hyderabad, Indore, Jaipur, Kadapa, Kannur, Kochi, Kozhikode, Kurnool, Lucknow, Madurai, Mangalore, Mysore, Patna, Port Blair, Pune, Raipur, Rajahmundry, Ranchi, Salem, Siliguri, Surat, Thiruvananthapuram, Tiruchirappalli, Tuticorin, Varanasi, Vijayawada, Visakhapatnam |
| SpiceJet          | Ahmedabad, Ayodhya, Delhi, Hyderabad, Port Blair, Shirdi, Varanasi |
| Vistara           | Bombay, Delhi |

### Destinos internacionales
| Ciudades por países    | Nombre del aeropuerto                              | Aerolíneas                                                       | Aeronaves |        |
| África                 | África                                             | África                                                           | África    | África |
| ---------------------- | -------------------------------------------------- | ---------------------------------------------------------------- | --------- | ------ |
| Etiopía                |                                                    |                                                                  |           |        |
| Addis Abeba            | Aeropuerto Internacional de Bole                   | Ethiopian Airlines                                               |           |        |
| Mauricio               |                                                    |                                                                  |           |        |
| Port Louis             | Aeropuerto Internacional Sir Seewoosagur Ramgoolam | Air Mauritius                                                    |           |        |
| Asia                   |                                                    |                                                                  |           |        |
| Bangladés              |                                                    |                                                                  |           |        |
| Daca                   | Aeropuerto Internacional de Daca-Hazrat Shahjalal  | Biman Bangladesh Airlines IndiGo US-Bangla Airlines              |           |        |
| Baréin                 |                                                    |                                                                  |           |        |
| Manama                 | Aeropuerto Internacional de Baréin                 | Gulf Air                                                         |           |        |
| Birmania               |                                                    |                                                                  |           |        |
| Rangún                 | Aeropuerto Internacional de Rangún                 | Myanmar Airways International                                    |           |        |
| Catar                  |                                                    |                                                                  |           |        |
| Doha                   | Aeropuerto Internacional Hamad                     | IndiGo Qatar Airways                                             |           |        |
| Emiratos Árabes Unidos |                                                    |                                                                  |           |        |
| Abu Dabi               | Aeropuerto Internacional de Abu Dabi               | Air Arabia Abu Dabi Etihad Airways IndiGo                        | A32x      |        |
| Dubái                  | Aeropuerto Internacional de Dubái                  | Air India Emirates Flydubai (finaliza 13 de mayo de 2024) IndiGo | B737      |        |
| Sharjah                | Aeropuerto Internacional de Sharjah                | Air Arabia                                                       | A32x      |        |
| Hong Kong              |                                                    |                                                                  |           |        |
| Hong Kong              | Aeropuerto Internacional de Hong Kong              | Cathay Pacific                                                   |           |        |
| Indonesia              |                                                    |                                                                  |           |        |
| Medan                  | Aeropuerto Internacional Kuala Namu                | Batik Air                                                        |           |        |
| Kuwait                 |                                                    |                                                                  |           |        |
| Ciudad de Kuwait       | Aeropuerto Internacional de Kuwait                 | Air India Express IndiGo Jazeera Airways Kuwait Airways          | A320x     |        |
| Malasia                |                                                    |                                                                  |           |        |
| Kuala Lumpur           | Aeropuerto Internacional de Kuala Lumpur           | AirAsia Batik Air IndiGo Malaysia Airlines                       | A3xx      |        |
| Omán                   |                                                    |                                                                  |           |        |
| Mascate                | Aeropuerto Internacional de Mascate                | Oman Air                                                         | B7x7      |        |
| Singapur               |                                                    |                                                                  |           |        |
| Singapur               | Aeropuerto Internacional de Singapur               | Air India Air India Express IndiGo Scoot Singapore Airlines      |           |        |
| Sri Lanka              |                                                    |                                                                  |           |        |
| Colombo                | Aeropuerto Internacional Bandaranaike              | Air India FitsAir IndiGo SriLankan Airlines                      | A3xx      |        |
| Jaffna                 | Aeropuerto Internacional de Jaffna                 | Alliance Air                                                     |           |        |
| Tailandia              |                                                    |                                                                  |           |        |
| Bangkok                | Aeropuerto Internacional Don Mueang                | Thai AirAsia                                                     | A32x      |        |
| Bangkok                | Aeropuerto Internacional Suvarnabhumi              | IndiGo (inicia 15 de mayo de 2024) Thai Airways                  |           |        |
| Europa                 |                                                    |                                                                  |           |        |
| Alemania               |                                                    |                                                                  |           |        |
| Fráncfort              | Aeropuerto Internacional de Fráncfort              | Lufthansa                                                        |           |        |
| Reino Unido            |                                                    |                                                                  |           |        |
| Londres                | Aeropuerto de Londres-Heathrow                     | British Airways                                                  |           |        |